# Trisetum argenteum
Trisetum argenteum là một loài thực vật có hoa trong họ Hòa thảo. Loài này được (Willd.) Roem. & Schult. miêu tả khoa học đầu tiên năm 1817.